# X Window System
X Window System eller X11 er kernen bag mange UNIX GUIs (Graphics user interface – Grafisk brugergrænseflade) som fx Gnome, KDE og XFCE.